# Eunuc
Un eunuc (del llatí eunuchus) és un home al qual se li ha practicat una castració, usualment abans de la pubertat, per tal de complir unes determinades funcions socials. La castració pot consistir a inutilitzar els testicles o bé amputar també el penis. Els eunucs augmenten el greix corporal i perden la capacitat de procreació. Acostumen a tenir problemes hormonals associats al procés de castració. Són eunucs cèlebres Bagoas, Potí d'Egipte, Cai Lun, Orígenes, Eutropi, Narses, Pere Abelard, Farinelli, Putifar, Zheng He, Varys, de la Cançó de gel i de foc.

## Història
La primera menció dels eunucs és a la ciutat de Lagash, durant l'auge de la civilitació de Babilònia. Els eunucs estaven lligats als palaus, tret que es mantindria en els segles posteriors, especialment com a guardians de l'harem dels senyors musulmans. És en aquesta dimensió on han esdevingut famosos i han protagonitzat obres de ficció, però les seves funcions a l'Antiguitat eren força més complexes i sovint jugaven un paper polític rellevant, com a funcionaris reials (per exemple a l'Imperi Romà d'Orient).
A la Xina era condició per servir a l'emperador ser un eunuc, probablement per no poder engendrar dinasties rivals a la regnant. Igualment formaven una jerarquia pròpia de servidors a l'Imperi Romà.
Històricament hi ha hagut castracions a causa de motius religiosos, com en els cultes a la deessa Cíbele (especialment entre els gals), l'auto-castració d'Orígenes, el culte Skoptzy a Rússia o els hijra al sud d'Àsia.
Com que els nois que han estat castrats abans de fer el canvi mantenen la veu aguda de la infància, des de l'Edat Mitjana es van practicar castracions per mantenir cors de veus blanques (la figura del castrato representa doncs un paper rellevant en el cant coral) que poguessin cantar a l'església.
L'eunuc ha desaparegut pràcticament de la vida moderna, tret d'accidents i síndromes psiquiàtrics que provoquen el desig d'esdevenir eunuc (sovint com a manca d'acceptació de la pròpia identitat sexual o per ingestió de drogues).